# Medinet Madi

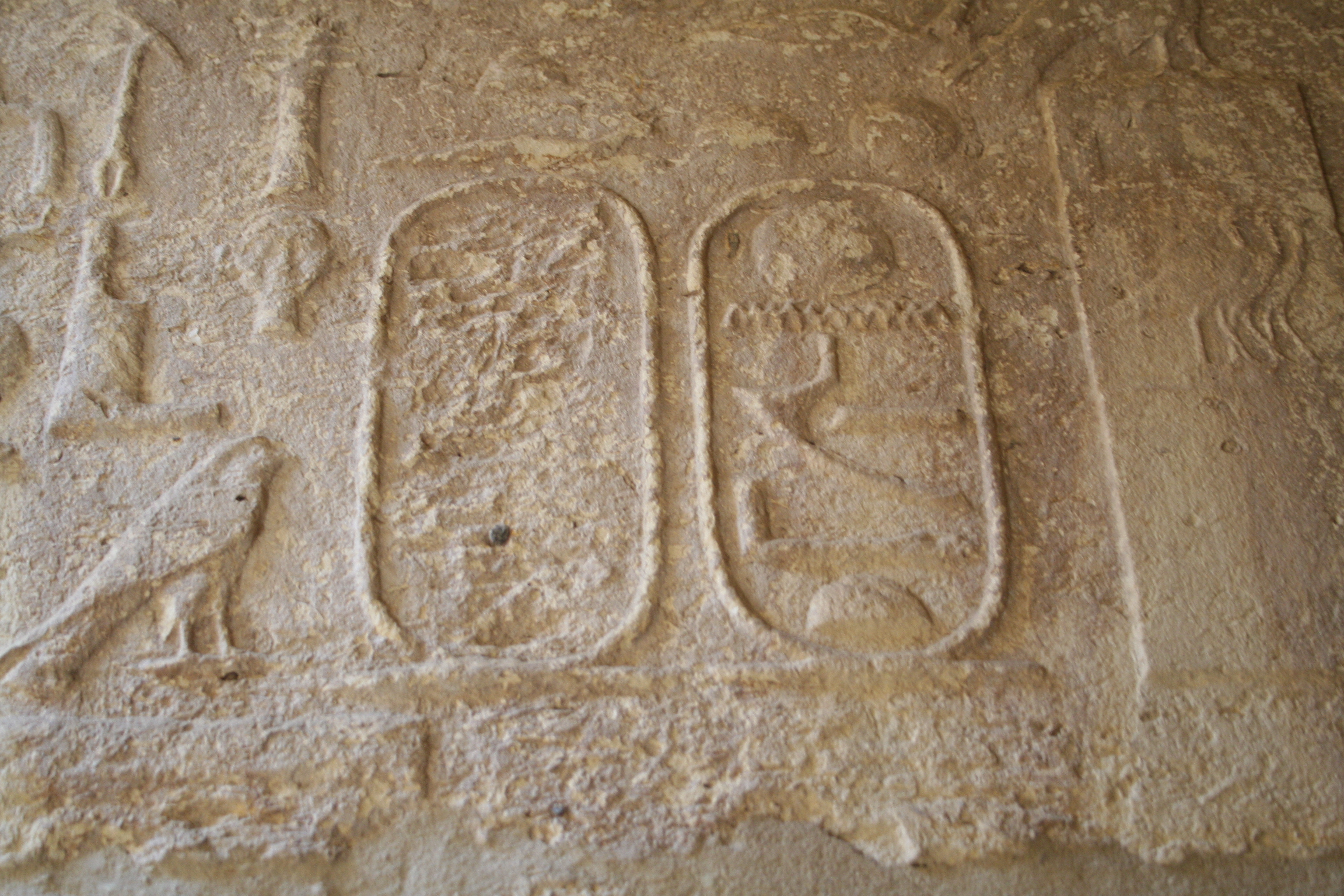
Cartucho de Amenemhat III en el templo de Medinet Madi.

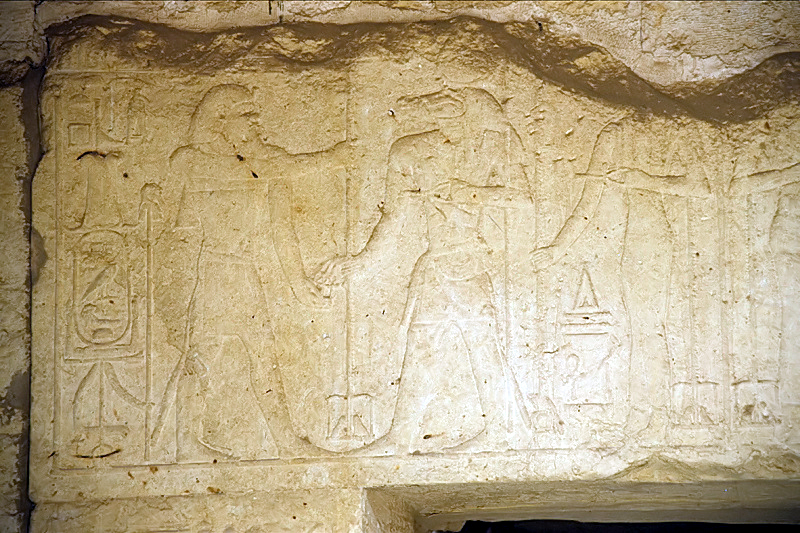
Relieve con Sobek en el dintel de la puerta de la capilla central en el templo de Renenutet.

Medinet Madi es un lugar en la región suroeste de Fayún en Egipto. Es especialmente importante porque cuenta con los restos de una ciudad grecorromana donde se había fundado un templo dedicado a la diosa cobra Renenutet (en griego Termutis, una deidad de la cosecha) durante los reinados de Amenemhat III y Amenemhat IV (1855-1799 a. C.) y que posteriormente se ampliaría y embellecería durante el período Ptolemaico. En el Imperio Medio, la ciudad se llamaba Dya (Dja) y en los períodos ptolemaico y romano, Narmutis (Narmuthis).

## La ciudad
En el Imperio Medio, la ciudad se llamaba Dya, pero no se sabe mucho sobre ella en este período, aparte de que el templo estaba bien conservado. El templo todavía funcionaba en el Imperio Nuevo. El rey Merenptah colocó una estatua de sí mismo en el templo. Pero después del Imperio Nuevo, el lugar fue abandonado. La gente se instaló aquí nuevamente en la época ptolemaica. La ciudad ptolemaica se trazó en un patrón de cuadrícula de aproximadamente 1000 × 600m. Los principales templos se encuentran en la parte occidental de la ciudad y existe una larga vía procesional que va de norte a sur. La ciudad nunca tuvo murallas, aunque bajo el emperador Diocleciano se construyó un castrum al noreste de la ciudad. La fortaleza, de 50 × 50m, cuadrada tiene la entrada principal por el sur. En cada esquina había una torre. Aquí estaba estacionada la Cohorte IV Numidarum. Durante el período bizantino, la población se trasladó a la parte sur de la ciudad y se erigieron, al menos, hasta siete iglesias. La ciudad todavía estaba ocupada después de la conquista musulmana de Egipto, pero fue abandonada después del siglo IX.

## Templo de Renenutet (templo A)

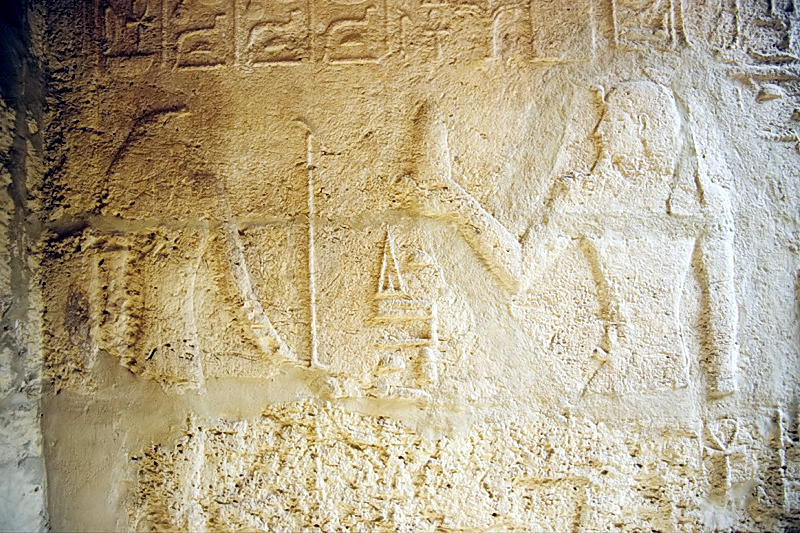
Escena en el muro este de la capilla oeste donde Amenemhat III está ante Renenutet.

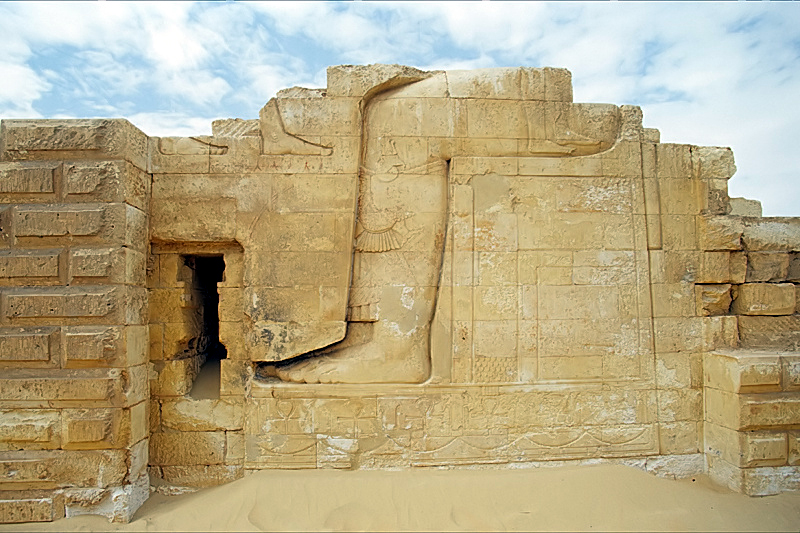
Restos de una deidad sentada en la vía procesional frente al templo de Renenutet.

La parte interior del templo, de piedra arenisca oscura, consta de una pequeña sala con columnas papiriformes que conduce a un santuario con tres capillas, cada una con estatuas de deidades. Una columna lleva el nombre de Amenemhat III, la otra, el nombre de Amenemhat IV. Las dos también tienen el nombre de Renenutet. La capilla central tenía una gran estatua de Renenutet, con Amenemhat III y Amenemhat IV de pie, a cada lado de ella. En las inscripciones, el templo es llamado, simplemente, templo de Renenutet. Renenutet es llamada La Renenutet viviente de Dya.
Los relieves de la primera sala no están bien conservados, pero incluyen una escena que muestra a un rey y a la diosa Seshat, fundando el templo. Detrás de la sala de entrada sigue otra, que también está decorada por todos lados con relieves. En el lado sur hay una escena que muestra a Amenemhat III frente a Renenutet, que está representada como mujer, de pie, con cabeza de serpiente. Entre ambos se muestra, a una escala mucho menor, a la hija del rey, Neferuptah. Al fondo de esta sala, en el lado norte, se encuentran las tres capillas. la primera, en el lado oeste, está dedicada a Renenutet, que aparece como la deidad principal en la parte de atrás de la capilla. En las paredes laterales se muestran, en el lado oeste, Sobek y en el lado este, Renenutet. La segunda capilla estaba dedicada a Renenutet y a Sobek. Renenutet aparece en la pared oeste y en la pared de atrás (norte), de pie, detrás del rey Amenemhat III. El rey está de pie frente a Sobek, que también aparece en el muro este, frente al mismo rey. En la pared este aparece Sobek de nuevo. La última capilla vuelve a estar dedicada principalmente a Renenutet, que aparece en la pared oeste y en la pared de atrás, frente a Amenemhat III, mientras que en la pared este, Sobek está de pie frente a un rey.
Las partes ptolemaicas del templo contienen una vía procesional pavimentada que pasa a través de un quiosco de ocho columnas que conduce a un pórtico y un vestíbulo transversal. Se ha sugerido que la inusualmente buena conservación de este complejo de templos, excavado por un equipo de arqueólogos de la Universidad de Milán en la década de 1930, dirigidos por el egiptólogo italiano Achille Voglianopuede, puede deberse simplemente a su relativo aislamiento.

## Templo B
El templo B se construyó en la parte posterior del templo A con la entrada principal orientada hacia el norte. El plano de este edificio es similar al del templo A. Hay un amplio patio abierto en el frente, al que le sigue un vestíbulo y en la parte de atrás hay tres capillas. La capilla central tiene un nicho en la parte posterior. El templo estaba dedicado a Isis-Thermutis (el nombre griego de Renenutet). La decoración del templo está inacabada aunque hay algunas figuras talladas en relieve en las paredes del templo. Dos de ellas, en mal estado, flanquean la entrada. En el lado izquierdo de la fachada estaba esculpida una figura sentada, que nunca llegó a terminarse.

## Templo C

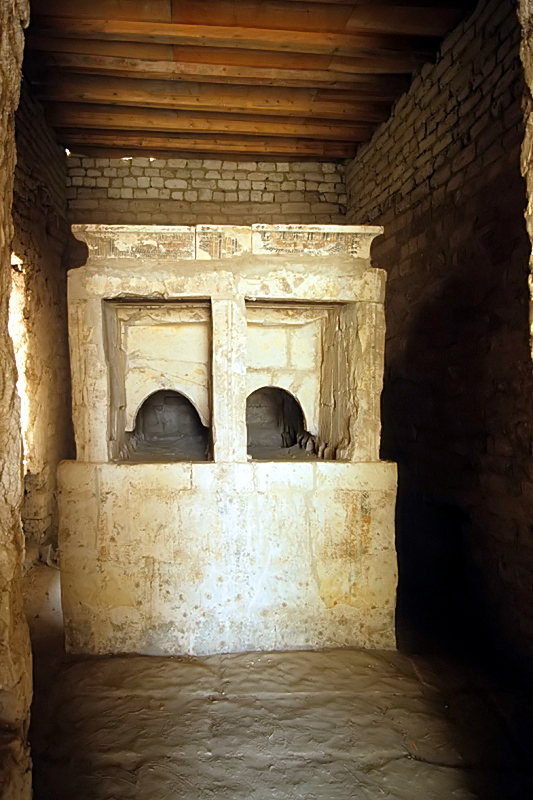
Capilla principal del Templo C con los dos naos.

El templo C, que fue llamado así por los arqueólogos, estaba dedicado al culto de dos momias de cocodrilo. El complejo del templo fue excavado de 1995 a 1999. Está situado al este del templo de Renenutet con la entrada principal frente al último complejo del templo. Data del período ptolemaico y se encontró bien conservado. Las paredes todavía tienen hasta cuatro metros de altura. El templo propiamente dicho consta de un pequeño patio con una capilla detrás. La capilla contiene dos naos. En cada uno de ellos se encontró la momia de un cocodrilo. Frente al templo hay un patio más grande y edificios a ambos lados, quizás para almacenes. Al norte del templo se excavó una cámara abovedada, cuyo interior está dividido en dos partes por un muro de piedra. Adosado a la pared hay una especie de estanque donde se encontraron más de noventa huevos de cocodrilo, listos para ser incubados en su momento, lo que podría indicar muy probablemente que esta habitación abovedada fue alguna vez un criadero de cocodrilos. Actualmente, es la única evidencia existente de un criadero de este tipo, aunque por las condiciones pantanosas de los canales de Fayún, es probable que existieran más y que se crearía una comercialización de los cocodrilos para su posterior momificación y ofrenda votiva. En esa misma zona es donde se encuentra la ciudad de Tebtunis, donde se encuentra un cementerio de miles de cocodrilos momificados. El complejo del templo estuvo en uso hasta el siglo IV y luego se abandonó.

## Excavaciones
Medinet Madi, "el único templo intacto del Imperio Medio que todavía existe ", en palabras de Zahi Hawass, exsecretario general del Consejo Supremo de Antigüedades egipcio, fue excavado entre 1934-1939 y desde 1966 en adelante por la Universidad de Milán. Las últimas excavaciones han sido dirigidas por Edda Bresciani de la Universidad de Pisa. Los cimientos del templo, los edificios administrativos, los graneros y las residencias fueron descubiertos por una expedición arqueológica egipcia a principios de 2006. El castrum romano, que se localizó utilizando imagen de satélite, tenía muros de adobe de casi 4 m de espesor y una cisterna abovedada excavada profundamente en el lecho de la roca que estaba conectada a un sofisticado sistema hidráulico para el suministro de agua.

## Textos hallados
En Medinet Madi se han encontrado diversos textos demóticos y griegos, así como posteriores en lengua copta y árabe. Entre los textos coptos descubiertos cerca de allí, en 1928 se encuentra el libro-salmo maniqueo que incluye los Salmos de Tomás, que serían publicados por Charles Allberry en 1938.